# Kim Dzsongguk (énekes)
Kim Dzsongguk (hangul: 김종국, handzsa: 金鐘國, RR: Kim Jong-kook; 1976. április 25.–) dél-koreai énekes, televíziós személyiség, korábban a Turbo együttes egyik tagja. Szólóénekesi sikerei mellett olyan televíziós műsorokból ismert, mint az X-man, a Running Man és a Family Outing.

## Élete és pályafutása
1995-ben debütált a Turbo együttesben, ahol először Kim Dzsongnam (Kim Jeong-nam), majd Mikie rapperek mellett énekelt. Az együttes 2001-es feloszlása után szólóénekesi karrierbe kezdett. Első albuma, a Renaissance nem lett sikeres, három évvel később kiadott második lemeze, az Evolution azonban népszerű balladaénekessé tette. 2005-ben megjelent harmadik albuma, a This Is Me három teszang (daesang) nagydíjat nyert neki a három nagy tévécsatorna zenei díjátadóin.

## Diszkográfia
Szólólemezek
- Volume 1 - Renaissance (2001)
- Volume 2 - Evolution (2004)
- Volume 3 - This Is Me (2005)
- Volume 4 - Kim Jong Kook's Fourth Letter (2006)
- Volume 5 - Here I am (2008)
- Volume 6 - Eleventh Story (2010)
- Kim Jong Kook Remake Album 'Song' (2010)
- Volume 7 - Journey Home (2012)

## Filmográfia

### Varietéműsorok
- 2001–2003: KBS　Dream Team
- 2002: Star Survival
- 2004–2006: SBS X-Man
- 2004–2006: KBS Happy Sunday Shootdori
- 2005–2006: SBS Real Situation Saturday Love Letter
- 2008–2010: SBS Family Outing
- 2010–2016: SBS Running Man[5]
- 2012–: KBS2 Crisis Escape No. 1